# Did You Know That There’s a Tunnel Under Ocean Blvd (песня)
«Did You Know That There’s a Tunnel Under Ocean Blvd» (с англ. — Ты знал, что под бульваром Оушен есть туннель?) — песня американской певицы Ланы Дель Рей. Она была выпущена 7 декабря 2022 года как ведущий сингл из её одноимённого девятого студийного альбома, выход которого состоялся 24 марта 2023 года. Текст трека написан самой Ланой и Майком Хермоса, они также являются его продюсерами наряду с Джеком Антоноффом, Дрю Эриксоном и Заком Дауесом.

## Композиция
«Did You Know That There’s a Tunnel Under Ocean Blvd» описывается критиками, как медленная, мечтательная баллада. Жанр композиции — барокко и оркестровая поп-музыка. В названии упомянут реальный заброшенный туннель Джергинс под бульваром Оушен (A Tunnel Under Ocean Blvd), который находится на Лонг-Бич.
Сэм Содомски из Pitchfork назвал песню «медленной, мечтательной балладой» и обнаружил, что туннель в названии является не столько географической точкой, сколько метафорой давно пройденных знакомых мест.

## Участники записи
Данные взяты с музыкального сервиса Tidal.
- Лана Дель Рей — продюсер, вокалистка, бэк-вокалистка, композитор, автор текстов
- Майк Эрмоса — продюсер, композитор, автор текстов, акустическая гитара
- Джек Антонофф — продюсер, ударные, электрогитара, синтезаторный басист, программист, микшер
- Дрю Эриксон — продюсер, дирижёр, аранжировщик гитар, фортепиано, синтезаторный бас
- Зак Дауес — продюсер
- Джим Келтнер — ударные
- Бенджи Лизахт — акустическая гитара, звуковые эффекты
- Кристин Ким — виолончель
- Джейк Браун — виолончель
- Логан Хоун — кларнет
- Чарли Бишарат — скрипка
- Эндрю Булбрук — скрипка
- Уинтон Грант — скрипка
- Пол Дж. Картрайт — скрипка
- Вонселе Фаггетт — бэк-вокалистка
- Мелоди Перри — бэк-вокалистка
- Шикена Джонс — бэк-вокалистка
- Лаура Сиск — звукоинженер, микшер
- Майкл Харрис — инженер
- Дин Рид — инженер
- Билл Мимс — помощник звукоинженера
- Джон Шер — помощник звукорежиссёра
- Марк Агилар — помощник звукорежиссёра
- Бен Флетчер — помощник звукоинженера
- Мэтт Таггл — помощник звукоинженера
- Руайри О’Флаэрти — помощник звукорежиссёра
- Брайан Раджаратнам — помощник звукоинженера
- Иван Хандверк — помощник звукорежиссёра
- Меган Серл — помощник звукоинженера